# 鈴木恵子
鈴木 恵子（すずき けいこ、1967年 - ）は日本人の鳳仙功舞踊研究所講師。本名は岡本 恵子。（旧姓）鈴木 恵子。

## 概要
鳳仙功舞踊、中国舞踊を、大鳳真陽と閻仲珩に学ぶ。
中国古典身法を、張桂琴に学ぶ。
舞踊団員として、国内外の数々の公演に出演すると共に、自身の振付作品も創作。ハルダンゲルヴァイオリニストの山瀬理桜、二期会ソプラノ歌手の山田綾子、中国伝統楽器二胡奏者の賈鵬芳ら、様々な音楽家と共演。
鳳仙功舞踊は、中国国立中央歌舞団主演舞踊家の大鳳真陽が創案した、気の感覚で舞う優雅な舞。同じく主演舞踊家の閻仲珩とともに研究所を設立。

## 来歴
1967年生まれ。小中学生時代の6年間、モダンバレエを野口節子に師事。
大学生時代より、鳳仙功舞踊と中国舞踊を、大鳳真陽と閻仲珩に師事。
1996年、お茶の水女子大学舞踊教育学修士課程卒業。
1997年、中国北京創作舞踊コンクール、優秀演員二等賞受賞。
2001年、アメリカ（サンフランシスコとロサンゼルス）の鳳仙功舞踊公演に出演。
2002年、JALステージスペシャル法隆寺音舞台にて、雅楽師の東儀秀樹氏らと共演。
2003年、世界舞踊祭、新人賞受賞。
2016年、世界舞踊祭、技能賞、受賞。
2020年、IUCDCインターナショナル・ユナイテッド・クラウド・ダンス・コンペティション、中国舞踊シニア（B）金賞、受賞。
2022年、東京なかの国際ダンスコンペティション映像なかのコンペ創作部門、審査員特別賞、受賞。
武蔵丘短期大学、自由の森学園高等学校非常勤講師。舞踊作家協会、新宿芸術家協会、ユネスコ・ダンス・カウンシル東京、舞踊学会会員。

## 作品
- 『青龍』
- 『朱雀』
- 『白虎』
- 『玄武』
- 『星宿〜神々の宿り』
- 『冬牡丹』
- 『あまてらす〜リール・アラウンド・ザ・サン』
- 『茉莉花』
- 『輝煌〜姑娘の夢』